# Магнітний перехід
Магні́тний перехі́д (рос. магнитный переход, англ. magnetic transition) — перехід у системах атомів між станами з невпорядкованими та впорядкованими магнітними моментами.
Коли впорядкована фаза має чисте спонтанне намагнічення, температура магнітного впорядкування називається температурою Кюрі. Коли чисте спонтанне намагнічення впорядкованої фази залишається рівним нулеві, температура магнітного впорядкування називається температурою Нееля. Температура, при якій дві феромагнітні підмножини ферімагнетиків просто анулюють одна одну, називається температурою компенсації.